# 폰테인스 D.C.

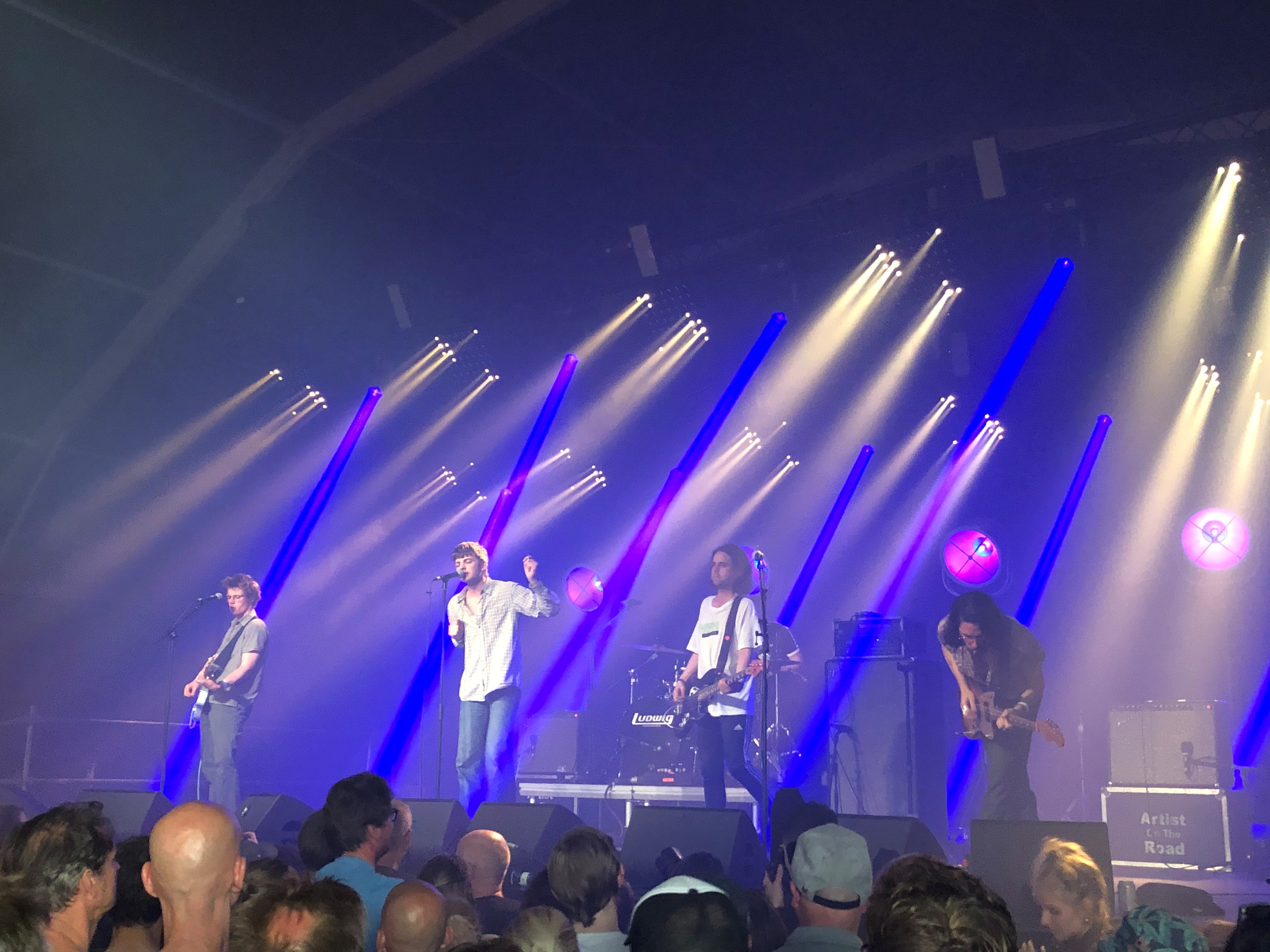
2019년에 촬영한 폰테인즈 D.C.의 모습

폰테인스 D.C.(영어: Fontaines D.C.)는 2017년 더블린에서 결성한 아일랜드의 포스트펑크 밴드이다. 보컬 그라이언 채턴, 기타 카를로스 오코넬과 코너 컬리, 베이스 코너 디건 3세, 드럼 톰 콜로 구성되어 있다. 머큐리상과 초이스뮤직상에 후보로 올랐다.

## 역사

### 결성
카를로스 오코넬, 코너 컬리, 코너 디건, 그라이언 채턴과 톰 콜은 더블린 리버티스에 위치한 BIMM(British and Irish Modern Music Institute)의 음악 학부에서 만났다. 시라는 공통적인 관심사를 가지고 뭉쳐 비트 세대의 시인 잭 케루악, 앨런 긴즈버그 등에 영감을 받은 시집 Vroom과 패트릭 카바나, 제임스 조이스, 윌리엄 버틀러 예이츠 등의 아일랜드 출신 시인에 영감을 받은 시집 Winding을 발표하기에 이른다. 출판된 시들은 하나도 밴드의 노래 가사로 쓰이지는 않았지만, 데뷔 곡인 〈Television Screens〉는 시였던 것이 노래로 바뀐 것이다.
리드 싱어인 채턴은 아일랜드인 아버지와 잉글랜드인 어머니 사이에서 태어난 혼혈로 컴브리아주의 배로인퍼니스에서 태어났으며, 더블린 북쪽 핑걸주의 스케리스에서 자랐다. 폰테인스 D.C.에서 활동하기 전까지는 지역 인디 록 밴드인 건 러너(Gun Runner)와 섬프린트(Thumprint)에서 각각 드러머와 기타리스트 겸 싱어 역할을 맡았다. 콜과 디건은 메이요주의 캐슬바 출신이며, 컬리는 모너핸주의 에이미베일(Emyvale), 오코넬은 스페인의 마드리드에서 자랐다.
밴드는 영화 대부에 가수 겸 영화 배우 알 마르티노가 분했던 조니 폰테인이라는 등장 인물의 이름에서 따왔다. 폰테인은 비토 코를레오네의 대자(代子)로 나온다. 원래 밴드의 이름은 폰테인스였으나, 로스앤젤레스에 똑같은 이름의 밴드가 있다는 것을 안 뒤로는 더블린 시티를 줄인 D.C.를 붙여 현재의 이름이 됐다.

## 밴드 멤버
- 카를로스 오코넬 – 기타, 백 보컬
- 코너 컬리 – 기타, 피아노, 백 보컬
- 코너 디건 3세 – 베이스 기타, 기타, 백 보컬
- 그라이언 채턴 – 리드 보컬, 탬버린
- 톰 콜 – 드럼, 퍼커션, 기타

## 디스코그래피
정규 음반
- 《Dogrel》 (2019)
- 《A Hero's Death》 (2020)
- 《Skinty Fia》 (2022)
- 《Romance》 (2024)

싱글
- 〈Liberty Belle〉 (2018)
- 〈Hurricane Laughter〉 / 〈Winter In The Sun〉 (2018)
- 〈Chequeless Reckless〉 / 〈Boys In The Better Land〉 (2018)
- 〈Too Real〉 (2018)
- 〈Big〉 (2019)
- 〈Roy's Tune〉 (2019)
- 〈Boys In The Better Land〉 (재발매, 2019)
- 〈A Hero's Death〉 (2020)
- 〈I Don't Belong〉 (2020)
- 〈Televised Mind〉 (2020)
- 〈A Lucid Dream〉 (2020)
- 〈A Hero's Death (Soulwax Remix)〉 (2021)
- 〈Televised Mind (Dave Clarke Remix)〉 (2021)
- 〈A Lucid Dreamer (Live Version)〉 (2021)
- 〈Jackie Down the Line〉 (2022)
- 〈I Love You〉 (2022)
- 〈Skinty Fia〉 (2022)
- 〈Roman Holiday〉 (2022)